# Dundee United F.C.
Dundee United Football Club – klub piłkarski z siedzibą w Dundee w Szkocji, aktualnie grający w Scottish Premiership. Przydomki klubu to „The Terrors”, „The Tangerines” (mandarynki) i „The Arabs” (Arabowie), a główną barwą – pomarańczowy. Dundee United gra mecze na Tannadice Park, posiadającym 14 209 krzesełek. Największe sukcesy klub odnosił pod wodzą Jima McLeana w latach 80. ubiegłego stulecia, kiedy z powodzeniem walczył o Mistrzostwo Szkocji i grał w finale Pucharu UEFA
Największym rywalem z racji położenia geograficznego i walki o prymat w lidze za czasów McLeana jest Aberdeen – oba zespoły określa się jako New Firm (w opozycji do Old Firm), a ich mecze – New Firm Derby. Innym klubem, z którym zaciekle walczy United jest lokalny rywal Dundee F.C., którego stadion, Dens Park położony jest kilkadziesiąt metrów od Tannadice. Tak bliskie ulokowanie dwóch stadionów piłkarskich jest rekordem na skalę światową.

## Sukcesy

### Krajowe
- Mistrzostwo Szkocji (1): 1982/83;
- Puchar Szkocji (2): 1993/94; 2009/10
- Puchar Ligi Szkockiej (2): 1979/80, 1980/81.
- Scottish Challenge Cup (1): 2016/17.

### Międzynarodowe
- Finał Pucharu UEFA: 1986/87;
- Półfinał Pucharu Europy: 1983/1984.

## Menedżerowie
- Pat Reilly (1909-1915)
- Bert Dainty (1915-1917)
- Pat Reilly (1917-1922)
- Peter O’Rourke (1922-1923)
- Jimmie Brownlie (1923-1931)
- Willie Reid (1931-1934)
- Jimmie Brownlie (1934-1936)
- George Greig (1936-1938)
- Jimmie Brownlie i Sam Irving (1938-1939)
- Bobby McKay (1939)
- Jimmy Allan (1939-1940)
- Arthur Cram (1941-1944)
- Jimmie Littlejohn (1944)
- Charlie McGillivray (1944-1945)
- Willie MacFadyen (1945-1954)
- Reg Smith (1954-1957)
- Ally Gallacher (1957)
- Tommy Gray (1958)
- Andy McCall (1958-1959)
- Jerry Kerr (1959-1971)
- Jim McLean (1971-1993)
- Ivan Golac (1993-1995)
- Billy Kirkwood (1995-1996)
- Tommy McLean (1996-1998)
- Paul Sturrock (1998-2000)
- Alex Smith (2000-2002)
- Paul Hegarty (2002-2003)
- Ian McCall (2003-2005)
- Gordon Chisholm (2005-2006)
- Craig Brewster (2006)
- Craig Levein (2006-2009)
- Peter Houston (2009-2013)
- Jackie McNamara

## Skład na sezon 2015/2016
| Nr | Poz. | Piłkarz            |
| -- | ---- | ------------------ |
| 2  | OB   | Seán Dillon        |
| 4  | OB   | Calum Butcher      |
| 5  | OB   | Callum Morris      |
| 6  | PO   | Paul Paton         |
| 7  | NA   | Rodney Sneijder    |
| 8  | PO   | John Rankin        |
| 9  | NA   | Brian Graham       |
| 10 | PO   | Stuart Armstrong   |
| 11 | PO   | Gary Mackay-Steven |
| 12 | OB   | Keith Watson       |

| Nr | Poz. | Piłkarz          |
| -- | ---- | ---------------- |
| 17 | PO   | Chris Erskine    |
| 18 | NA   | Ryan Dow         |
| 19 | PO   | Ryan Gauld       |
| 16 | OB   | Mark Wilson      |
| 20 | OB   | John Souttar     |
| 21 | NA   | Nadir Çiftçi     |
| 25 | BR   | Marc McCallum    |
| 15 | NA   | Michael Gardyne  |
| 26 | OB   | Andrew Robertson |
| 28 | NA   | Kudus Oyenuga    |
| 22 | PO   | Aidan Connolly   |
| 29 | PO   | Darren Petrie    |

### Piłkarze na wypożyczeniu
| Nr | Poz. | Piłkarz |
| -- | ---- | ------- |